# Julie Fabre
Julie Fabre (Niza, 27 de junio de 1976) es una entrenadora y deportista francesa que compitió en natación artística. Su hermana Charlotte compitió en el mismo deporte.
Ganó dos medallas de plata en el Campeonato Europeo de Natación, en los años 1995 y 1997.
Fue entrenadora del equipo de natación artística de Francia en dos Juegos Olímpicos de Verano: Tokio 2020 y París 2024.

## Palmarés internacional
| Campeonato Europeo | Campeonato Europeo | Campeonato Europeo | Campeonato Europeo |
| Año                | Lugar              | Medalla            | Prueba             |
| ------------------ | ------------------ | ------------------ | ------------------ |
| 1995               | Viena (Austria)    | Medalla de plata   | Equipo             |
| 1997               | Sevilla (España)   | Medalla de plata   | Equipo             |